# Лінія Маннергейма

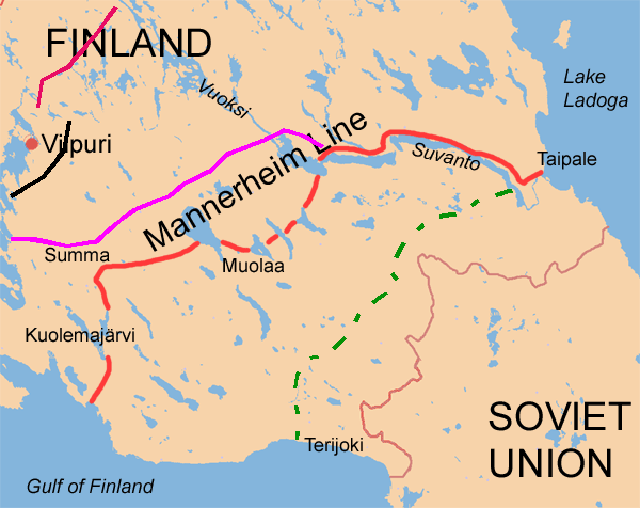
Лінія Маннергейма (товста червона)

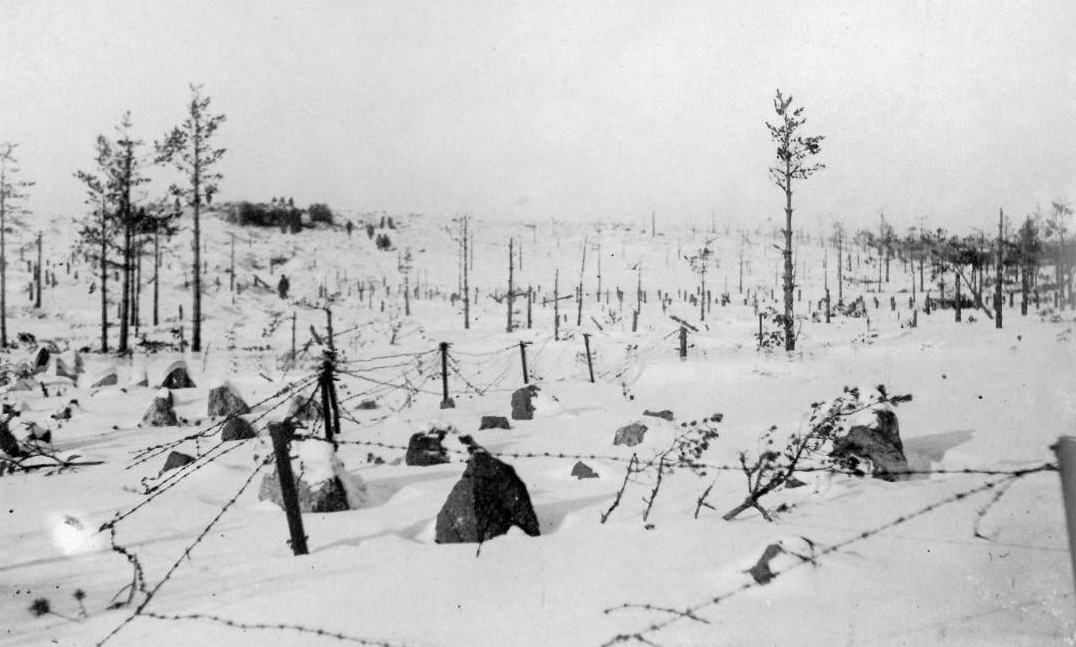
Кам'яні перешкоди і колючий дріт на лінії Маннергейма, на фоні — фінський бункер Sj 5

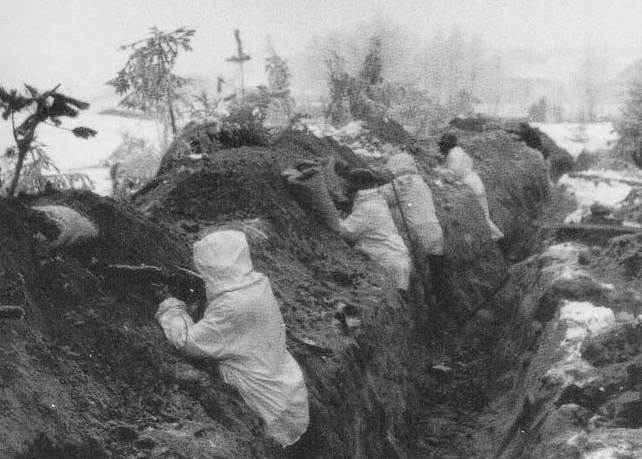
Солдати в окопах на лінії Маннергейма під час радянсько-фінської війни

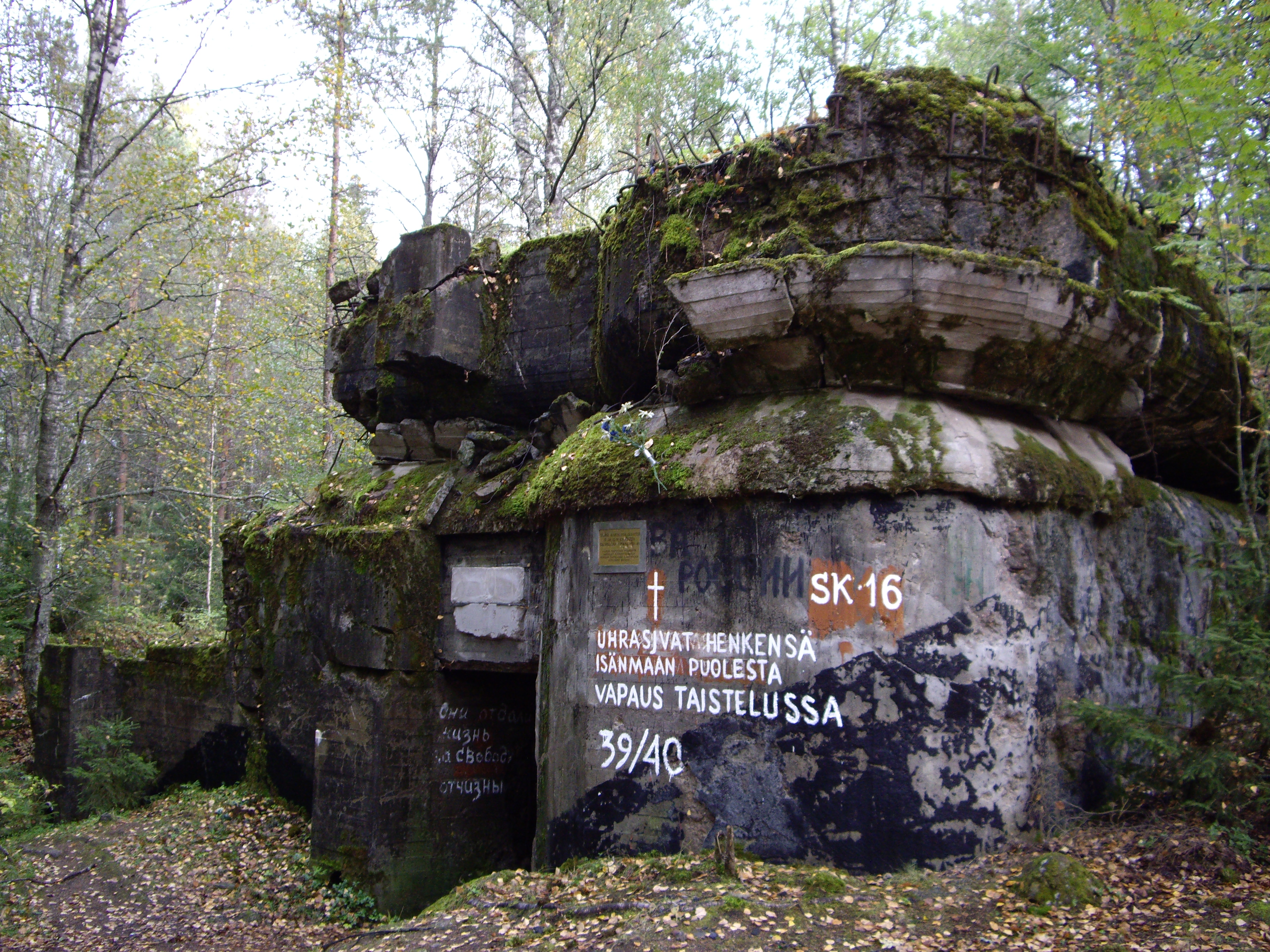
Бункер Sk16 (2009)

Лі́нія Маннерге́йма (фін. Mannerheim-linja, швед. Mannerheimlinjen) — смуга фортифікаційних споруд, яку побудувала Фінляндія на Карельському перешийку у 20–30 роки XX століття на випадок війни із Радянським Союзом. Названа за ім'ям головнокомандувача фінськими військами у радянсько-фінській війні (1939—1940) Карла Ґустава Маннергейма. Будівництво перших укріплень розпочалося 1924 року за участі французьких та бельгійських інженерів.
Лінія Маннергейма була довжиною 136 км і її можна було приблизно розділити на два сектори: по-перше, укріплення на північному боці озер Вуоксі та Суванто і, по-друге, укріплення для перекриття сухопутних доріг (особливо сектор Тайпале між Ладозьким озером і озером Суванто та сектор Сумма Ляхде як перешкода для так званих Виборзьких воріт між Ленінградом та Виборгом). Загалом, вона була лише вервечкою польових укріплень, яким бракувало глибини. Бетоновані споруди становили лише трохи менш як чотири відсотки. 
На лінії Маннергейма відбувалися найзапекліші бої Зимової війни; спираючись на лінію Маннергейма фінські війська два місяці стримували наступ Червоної армії.

## Будівництво і структура
До 1937 року будувалися переважно невеликі одноповерхові доти на один-три кулемети, без додаткових казарм та службових приміщень. Такі доти мали залізобетонні стіни півтора-два метри завтовшки, амбразури було прикрито броньовими плитами. Прикладом такого доту був дот № 5 (за радянською системою позначень), що розташований між озерами Муолаярві та Яюріпяярві. Його довжина складала 13 метрів, ширина 6 м та висота 2,8 метра. Стіни зроблено із залізобетону, 1–1,25 метра завтовшки. Дах, також залізобетонний, мав товщину 1,4 метра. Амбразури були тільки у бокових стінах, а перед дотом насипано купу валунів. Вона починалася за шістнадцять метрів від передньої стінки доту та поступово досягала його даху, тож дот практично був невразливий для стрільби прямим наведенням. Дах доту обладнувався сферичною броньованою баштою півтораметрового діаметра. Литі стіни мали товщину 190 мм, дах башти 175 мм. По колу башти симетрично розташовувалося шість амбразур. Дот № 5 з'єднано із сусіднім дотом системою підземних ходів. Перед дотами створювалася смуга з семи рядів кам'яних надовбів (1–1,5 метри заввишки) загальною шириною вісім метрів. За надовбами протягнуті дві-три смуги легких перешкод із колючого дроту.
З 1937 року розпочато будівництво дотів другого покоління. Це були великі залізобетонні споруди, на одну-дві гармати та кілька кулеметів. Зазвичай такі доти було озброєно 76-мм гарматами зразку 1900 року, 37-мм протитанкові гармати Бофорс зр. 1936, або 76-мм гірські гармати зразку 1904 року. Ці доти вже мали повний набір внутрішнього обладнання: вентиляційну систему, водопровід, кухню, казарми на 40–100 вояків, приміщення для боєприпасів, офіцерську кімнату, склад для продовольства. Для кругового огляду доти другої генерації було обладнано двома-трьома броньованими баштами із товщиною стінок до 250 мм.
За приклад доту другого покоління служить дот № 11 (за радянською системою позначень), який було збудовано між шосе Теріокі-Виборг та залізницею Ленінград-Виборг, на кам'янистому пагорбі. Дот має 80 метрів по фронту та складається з декількох послідовно побудованих казематів. Західний каземат було обладнано одним, а східний — двома кулеметами Максим 1910 р. Також вони мали амбразури для стрільби з гвинтівок, автоматів та ручних кулеметів. У разі потреби амбразури закривалися броньовими заслінками здатними витримати влучання 37-мм снаряду. Обидва каземати було обладнано прожекторами для освітлення смуг колючого дроту, розташованих перед дотом. Згори дот покрито 2–3 метровим шаром піску та 1–1,5 метровим шаром каміння, передня частина доту також посилена п'ятьма метрами, а задня двома метрами валунів. Над кожним казематом та над спостережним пунктом встановлено по броньовій башті із товщиною стінок 180—200 мм. Оглядові щілини забезпечують вільний огляд навколишньої території, а у небезпеці можуть практично герметично закриватися сталевою смугою 30-мм завтовшки. Спостережний пункт мав телефонний зв'язок із командним пунктом доту.
Підступи до дотів прикривалися дзотами або артилерійськими вогневими точками. Дзоти будувалися зі стовбурів дерев, складених у чотири-п'ять накатів та скріплених між собою дротом або залізними скобами. Деякі дзоти додатково прикривалися броньовими листами 10–15 мм товщини. Дзоти добре маскувалися, на багатьох з них росли дерева, що ще більше ускладнювало їх розвідку.
Головна захисна смуга лінії Маннергейма починалася від західного берега Ладозького озера та проходила до Фінської затоки. Вона складалася з трьох основних, двох допоміжних та відсічних позицій, на яких було розташовано 22 вузли спротиву та окремі опорні пункти. Кожен вузол спротиву займав 3–5 км по фронту та 1,5–2 км у глибину, його захищали один-два стрілецьких батальйони посилених артилерією. Вузол складався з 4–6 опорних пунктів, кістяк кожного з яких включав 3–5 кулеметно-артилерійських дотів.
Вузли спротиву із залізобетонними спорудами були розташовані таким чином, що вони прикривали найімовірніші напрямки руху Червоної армії на Кексгольм, Виборг, Койвісто. Тут було створено мережу дотів, розташованих на відстані 100—150 метрів один від одного. Між дотами було протягнуто систему окопів та кулеметних бліндажів, у деяких місцях проміжки між вузлами спротиву було прикрито природними перепонами, як то річками, озерами, болотами.
Друга захисна смуга (смуга тактичних резервів) починалася за 3–5 км від головної смуги та була з'єднана з останньою відсічними позиціями. Тут знаходились 39 дотів та 178 дзотів. Смуга тактичних резервів була облаштована за тими ж принципами, що й головна смуга.
Виборзька тилова укріплена позиція складалася з чотирьох вузлів опору. Вона розташовувалась за 12 км від головної захисної смуги та була облаштована 18 дотами та 77 дзотами. Перед нею було також обладнано шість проміжних смуг оборони.
За Виборзькою позицією ще була Виборзька позиція прикриття з двох рубежів оборони. На першому рубежі було 16 дотів та 31 дзот. На околицях самого міста Виборг також було збудовано кілька опорних пунктів.

## Цікаві факти
- Назву «Лінія Маннергейма» вигадав син колишнього ад'ютанта Маннергейма — Йорма Гален-Каллела[fi].
- Кількість бетону, який був використаний на будівництві Лінії Маннергейма — 14 520 кубічних метрів. Це менше за число бетону (15 500 м³), витраченого для будівництва у Гельсінкі Фінської національної опери.
- Доти другого покоління фінська преса охрестила дотами-мільйонниками, оскільки вартість кожного з них перевищувала один мільйон фінських марок. Усього було побудовано сім таких дотів. Ініціатором їхньої побудови був барон Маннергейм, який домігся від парламенту країни додаткових асигнувань.
- Радянська пропаганда для пояснення невдач Червоної армії під час штурму лінії, стверджувала, що остання була сильнішою, ніж Лінія Мажино.
- «Лінія Маннергейма» — назва українського рок-гурту, створеного Сергієм Жаданом.